# ان‌بی‌ای ۲کی۱۹
ان‌بی‌ای ۲کی۱۹ (به انگلیسی: NBA 2K19) یک بازی ویدئویی در سبک ورزشی است که توسط ۲کا اسپورتس و در پلت‌فرم‌های مایکروسافت ویندوز، اکس‌باکس وان، نینتندو سوئیچ و پلی‌استیشن ۴ منتشر شده‌است.